# Европско првенство у атлетици у дворани 2015 — штафета 4 × 400 метара за жене
Трка штафета на 4 х 400 метара у женској конкуренцији на Европском првенству у атлетици 2015. у Прагу одржана је 8. марта.
Титулу освојену 2013. у Гетеборгу, бранила је штафета Уједињеног Краљевства.
На првенству је учествовало 5 првопласираних женских штафета са Европског првенства у 2014. у Цириху и штафета земље домаћина:
- 3:24,27 — Француска — прва на ЕП 2014. у Цириху;
- 3:24,32 — Украјина — друга на ЕП 2014. у Цириху;
- 3:24,34 — Уједињено Краљевство — трећа на ЕП 2014. у Цириху;
- 3:25,02 — Русија — четврта на ЕП 2014. у Цириху;
- 3:25,73 — Пољска — пета на ЕП 2014. у Цириху;
- — Чешка као домаћин такмичења

## Рекорди
| Рекорди пре почетка Европског првенства 2015. | Рекорди пре почетка Европског првенства 2015.                                        | Рекорди пре почетка Европског првенства 2015. | Рекорди пре почетка Европског првенства 2015. | Рекорди пре почетка Европског првенства 2015. |
| --------------------------------------------- | ------------------------------------------------------------------------------------ | --------------------------------------------- | --------------------------------------------- | --------------------------------------------- |
| Светски рекорд                                | Русија · Јулија Гушчина, Олга Котљарова, · Олга Зајцева, Олесија Красномовец         | 3:23,37                                       | Глазгов, Уједињено Краљевство                 | 28. јануар 2006.                              |
| Европски рекорд                               | Русија · Јулија Гушчина, Олга Котљарова, · Олга Зајцева, Олесија Красномовец         | 3:23,37                                       | Глазгов, Уједињено Краљевство                 | 28. јануар 2006.                              |
| Рекорди европских првенстава                  | Уједињено Краљевство · Ејли Чајлд, Шана Кокс, · Кристин Охуруогу, Пери Шејкс Дрејтон | 3:27,56                                       | Гетеборг, Шведска                             | 3. март 2013.                                 |
| Најбољи светски резултат сезоне у дворани     | Универзитет Тексас                                                                   | 3:29,36                                       | Фејетвил, САД                                 | 14. фебруар 2015.                             |
| Најбољи европски резултат сезоне у дворани    | Уједињено Краљевство                                                                 | 3:32,83                                       | Глазгов, Уједињено Краљевство                 | 24. јануар 2015.                              |

## Сатница
| Датум   | Време |        |
| ------- | ----- | ------ |
| 8. март | 17:55 | Финале |

### Финале
| Место | Стаза | Земља                | Штафета                                                         | Време                                   | ПВ                          | УВ      | Белешка |
| ----- | ----- | -------------------- | --------------------------------------------------------------- | --------------------------------------- | --------------------------- | ------- | ------- |
|       | 5     | Француска            | Флорија Геј Elea Mariama Diarra Agnes Raharolahy Мари Гајо      | 52,86 (2) 53,14 (5) 53,47 (1) 52,14 (4) | - 1:46,00 (4) 2:39,47 (1) - | 3:31,61 |         |
|       | 1     | Уједињено Краљевство | Kelly Massey Серен Банди-Дејвис Лора Медокс Керстен Маказлан    | 53,79 (5) 52,14 (1) 54,03 (4) 51,83 (1) | - 1:45,93 (3) 2:39,96 (3) - | 3:31,79 |         |
|       | 2     | Пољска               | Јоана Линкевич Малгожата Холуб Моника Шчешна Јустина Свјенти    | 54,09 (6) 52,38 (4) 53,58 (3) 51,85 (2) | - 1:46,47 (5) 2:40,05 (4) - | 3:31,90 |         |
| 4     | 4     | Чешка                | Дениса Росолова Хелена Јиранова Здењка Сејдлова Зузана Хејнова  | 52,27 (1) 54,32 (6) 53,51 (2) 51,98 (3) | - 1:46,59 (6) 2:40,10 (5) - | 3:32,08 |         |
| 5     | 6     | Украјина             | Наталија Пигида Наталија Лупу Алина Логвиненко Јулија Олишевска | 53,30 (4) 51,20 (4) 50,85 (2) 51,43 (6) | - 1:45,57 (1) 2:33,59 (2) - | 3:32,39 |         |
| 6     | 3     | Русија               | Karina Triputen Јекатерина Ренжина Олга Товарнова Јана Глотова  | 53,32 (4) 52,37 (3) 54,47 (6) 52,37 (5) | - 1:45,69 (2) 2:39,65 (6) - | 3:32,53 |         |